# Colin Burgess
Colin John Burgess (* 16. November 1946 in Sydney; † 16. Dezember 2023) war ein australischer Musiker.

## Leben
Von 1968 bis 1972 war Burgess Schlagzeuger der australischen Band The Masters Apprentices. Er gehörte 1973 mit Malcolm und Angus Young sowie Dave Evans und Larry Van Kriedt zur ersten Besetzung von AC/DC und soll auch aktiv an deren Gründung beteiligt gewesen sein. Allerdings blieb Burgess nur bis 1974 bei der Band, da er sie wegen Trunkenheit auf der Bühne verlassen musste. Gemeinsam mit seinem Bruder Denny Burgess gründete er 1983 auch die Band His Majesty, die sich im Jahr 1988 wieder auflöste. Seine Band The Masters Apprentices wurde 1998 in die ARIA Hall of Fame aufgenommen.
Colin Burgess starb im Dezember 2023 im Alter von 77 Jahren.